# スウェーディッシュ・エルクハウンド
スウェーディッシュ・エルクハウンド（英：Swedish Elkhound）は、スウェーデンのイェムトランド地方原産の犬種のひとつである。別名はイェムトフント（英：Jamthunt）。
混同しやすいが、ノルウェイジアン・エルクハウンドとは別の犬種である。

## 歴史
詳しい生い立ちは未だ不詳であるが、一万年前から存在していたのではないかと言う仮説も立てられているほどの超古代犬種である。この説の完全な立証は未だなされていないため不明であるが、少なくともノルウェイジアン・エルクハウンド・グレイとは兄弟関係があると言われている。
主にその名の通りエルク（シカの一種）を狩るのに用いられていた。主人とペアになってエルクの臭いを追跡し、発見すると自ら飛び掛って噛み留めを行う。そのまま仕留めることも容易に出来るが、場合によっては主人に止めをさしてもらうこともある。エルク狩りのほか、犬ぞりを引くスレッター（そり引き犬）として主人を運搬したり、番犬として不審者の到来を主人に知らせることにも用いられていた。

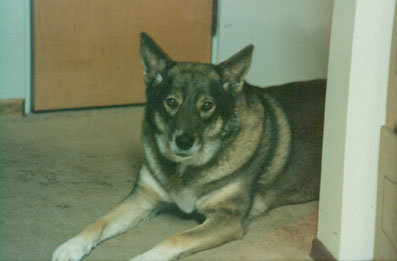

もともとは各国のケネルクラブにノルウェイジアン・エルクハウンド・グレイと同種であるとして登録されていたが、1946年に愛好家が両種の違いを訴え、調査の結果完全に別種であることが公式に承認された。それを受けて各国ケネルクラブは両種をそれぞれ個別の犬種として登録しなおし、国際畜犬団体（FCI）もその流れに従い公認状況を修正した。
現在も多くの犬はスウェーデン国内で飼育されていて、猟犬としてだけでなくペットやショードッグとしても人気が高い。又、ノルウェイのものと同じく国を代表する国民的な犬種として、スウェーデンの国犬として正式に公認されている。
エルクハウンド系犬種の中では最も体高が高いため、ヨーロッパでは知名度が高い。しかし、ヨーロッパ以外ではノルウェイジアン・エルクハウンドと混同されることがよくあり、知名度はそこほど高くはないのが現状である。

## 特徴

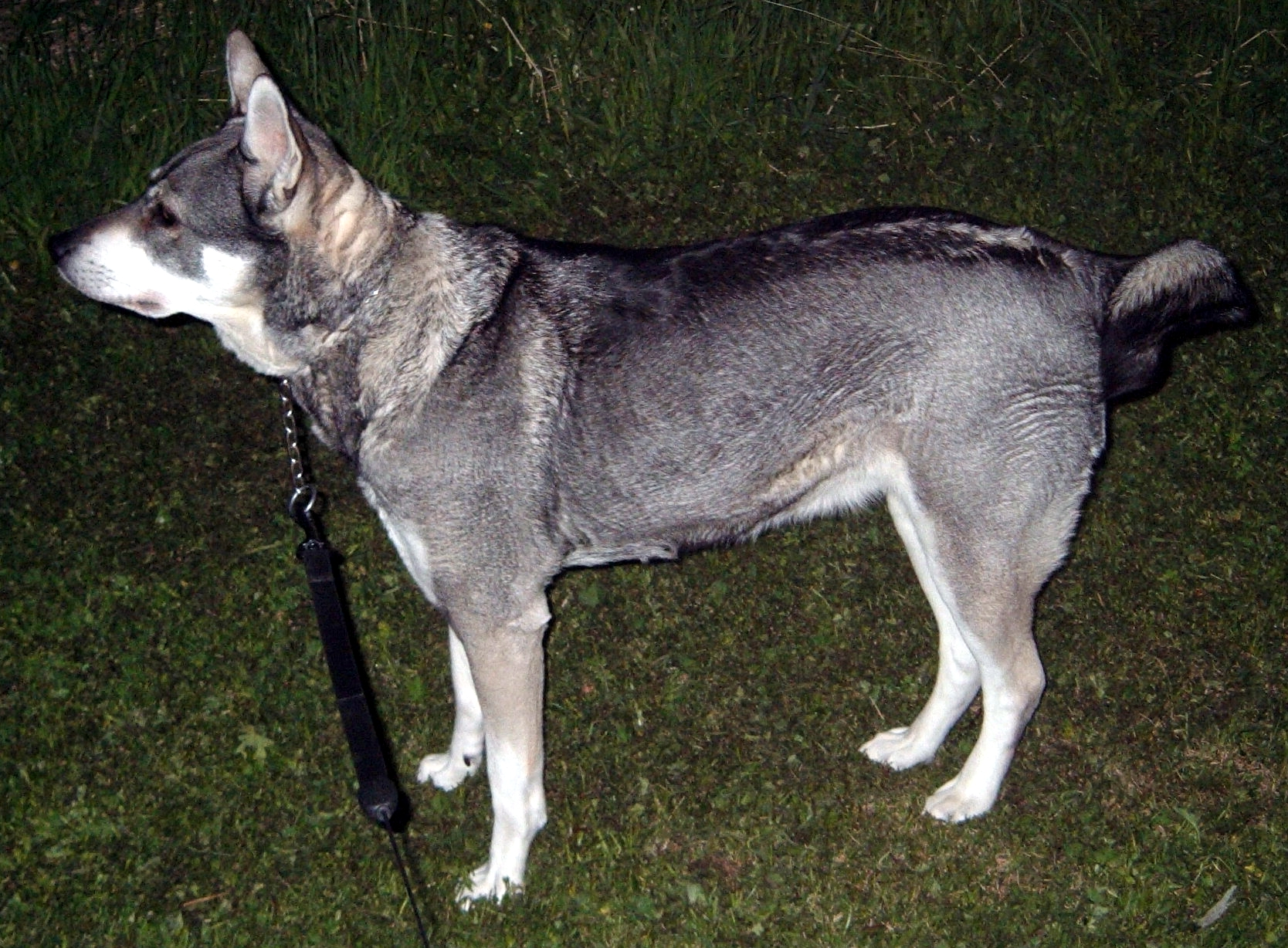
断尾個体

ノルウェイジアン・エルクハウンド・グレイと比べると脚が長く、巨大な印象を受けやすい。日本犬のようなスピッツタイプの犬種で、筋肉質の引き締まった体つきをしている。脚は長めで、マズルは太くしっかりしている。首は太くがっしりとしていて、力は強い。耳は立ち耳、尾は巻き尾だが、尾は短めに断尾してしまう場合もある。コートは厚いショートコートで、ノルウェイジアンには及ばないが二重構造で防寒性が非常に高い。毛色はブラック、グレー、ウルフグレーなどをベースとして、それに体の特定部にタンやクリームのマーキングが入ったもの。体高58〜64cm、体重29.5〜30.5kgの大型犬で、性格は主人家族に友好的で優しく従順だが、勇敢で警戒心が強い。家族に対しては非常に好意的で人懐こいが、見知らぬ人や犬に対しては警戒して簡単に近づこうとしない傾向にある。状況判断力が高く、自分のおかれた状況を瞬時に理解することも可能である。元が猟犬であるため運動量は非常に多いため、都心部での飼育には不向きである。かかりやすい病気は大型犬にありがちな股関節形成不全、運動のし過ぎなどで起こる関節疾患、高温多湿の環境で飼育した際におこりやすい皮膚病などがある。